# Club Joventut Badalona
O Club Joventut de Badalona, S.A.D. é um time profissional de basquete, baseado na cidade de Badalona, Catalunha (Espanha).
Conhecido pelos seus torcedores como  La Penya, o time é um dos três que jamais saíram da elite dos basquete espanhol. Os outros dois são o Real Madrid e o CB Estudiantes.

## História
O clube foi fundado no ano de 1930, o último ano da ditadura de Primo de Rivera, por aficionados pelo esporte da cidade de Badalona. No inicio os esportes que eles praticavam eram as modalidades populares na época ciclismo e tênis. Mais tarde o basquete começou a se popularizar na Catalunha e os adeptos do clube foram buscar os uniformes em Barcelona e o único modelo que havia era o "verde e preto" que até hoje é o fardamento do clube.

## Conquistas

### Competições Domésticas
Liga ACB
- Campeões (4): 1966–67, 1977–78, 1990–91, 1991–92

Copa do Rei
- Campeões (8): 1947–48, 1952–53, 1954–55, 1957–58, 1968–69, 1975–76, 1997, 2008

Supercopa da Espanha
- Winners (2): 1986, 1987

### Competições Europeias
Euroliga
- Campeões (1): 1993-94
- Vice-Campeões (1): 1991-92

Copa Saporta
- Vice-Campeões (1): 1987-88

Copa Korac
- Campeões (2): 1980-81, 1989–90

Eurocup
- Campeões (1): 2007-08

EuroChallenge
- Campeões (1): 2005-06

### Competições Mundiais
McDonald's Open
- Vice-Campeões (1): 1991

### Competições Regionais
Liga Catalana de Bàsquet
- Campeões (11): 1986, 1987, 1988, 1990, 1991, 1992, 1994, 1998, 2005, 2007, 2008

Campeonato Catalão de Basquetebol
- Campeões (5): 1949, 1952, 1953, 1954, 1957